# Imaginos
Imaginos es el undécimo álbum de estudio de Blue Öyster Cult, lanzado en 1988 por Columbia Records.
El disco, de corte conceptual, sobre ideas y textos del productor, crítico musical y escritor Sandy Pearlman, demandó aproximadamente 8 años hasta estar terminado, siendo en principio concebido como el primero de una ambiciosa trilogía en solitario del batería Albert Bouchard, la cual se realizaría teniendo a Pearlman como mentor, impulsor y colaborador del proyecto. 

## Disco y concepto
Bouchard fue expulsado del grupo en agosto de 1981, y la CBS (Columbia) rechazó el disco como producto Bouchard-Pearlman en 1984, aunque una versión reelaborada del mismo vería finalmente la luz en 1988, comercializada como un álbum de Blue Öyster Cult.
Muchos músicos contribuyeron durante el extenso proceso de grabación y producción a lo largo de los años, incluyendo a Joe Satriani o al guitarrista de The Doors, Robby Krieger, entre otros; y no obstante todos los miembros originales figuran en este trabajo, algunos de ellos se vieron escasamente envueltos en el proyecto, de modo que Imaginos, a pesar de ser un disco oficial de la banda, está más bien considerado como un trabajo particular de Sandy Pearlman, siendo el creador del concepto integral del álbum, además de productor junto a Bouchard.
La trama conceptual detrás del álbum nace mucho tiempo atrás, de una colección de textos que Pearlman escribió siendo aún estudiante de antropología y sociología, en la década de 1960, textos agrupados bajo el título de "The Soft Doctrines of Imaginos" (o "Immaginos"), los cuales trataban acerca de una "historia secreta de ambas guerras mundiales", todo con una fuerte influencia de H. P. Lovecraft, por cuya narrativa Pearlman sentía admiración.
Los textos fueron adaptados a un formato cercano a la "ópera rock" para el disco, y tratan de una especie de teoría de conspiración extraterrestre ambientada a fines del siglo XIX y principios del XX, protagonizada por un agente maligno: Imaginos, donde se combinan elementos de la literatura gótica y la ciencia ficción, con un fuerte regusto al ya mencionado Lovecraft.
Subtitulado "Un cuento de las buenas noches para los niños de los malditos" (A bedtime story for the children of the damned), la trama del LP es intrincada, y las letras son obscuras, con frecuentes alusiones históricas, siendo todo esto aún objeto de especulaciones, tanto por parte de críticos como de fanes.
El álbum recibió muy buenas críticas, aunque las ventas no fueron las esperadas, marcando el fin del contrato del grupo con el sello Columbia/CBS, reduciéndose de aquí en adelante su producción discográfica al mínimo.

## Lista de canciones
Lado A
1. "I Am the One You Warned Me Of" (Albert Bouchard, Sandy Pearlman, Donald Roeser) – 5:04
2. "Les Invisibles" (A. Bouchard, Pearlman) – 5:33
3. "In the Presence of Another World" (Joe Bouchard, Pearlman) – 6:26
4. "Del Rio's Song" (A. Bouchard, Pearlman) – 5:31
5. "The Siege and Investiture of Baron von Frankenstein's Castle at Weisseria" (A. Bouchard, Pearlman) – 6:43

Lado B
1. "Astronomy" (J. Bouchard, A. Bouchard, Pearlman) – 6:47
2. "Magna of Illusion" (A. Bouchard, Pearlman, Roeser) – 5:53
3. "Blue Öyster Cult" (Eric Bloom, Pearlman) – 7:18
4. "Imaginos" (A. Bouchard, Pearlman) – 5:46

## Personal
- Eric Bloom: voz
- Buck Dharma: guitarra, voz
- Albert Bouchard: guitarra, percusión, voz
- Joe Bouchard: bajo, teclados, voz
- Allen Lanier: teclados

Músicos adicionales
- Kenny Aaronson: bajo
- Thommy Price: batería
- Jack Secret: voz
- Tommy Morrongiello: guitarra, arreglos, voz
- Jack Rigg: guitarra
- Tommy Zvoncheck: teclados
- Shocking U: coros
- Joe Cerisano: voz
- Jon Rogers: voz
- Daniel Levitin: voz
- Marc Biedermann: guitarra
- Kevin Carlson
- Robby Krieger: guitarra
- Aldo Nova
- Joe Satriani: guitarra